# Сент-Леджер, Анна, баронесса Рос
Анна Сент-Леджер (англ. Anne St Leger; 1476 — 21 апреля 1526) — английская аристократка, дочь Томаса Сент-Леджера и Анны Йоркской, племянница королей Эдуарда IV и Ричарда III. Исследование мтДНК её потомков позволило подтвердить тождественность найденных в 2012 году останков королю Ричарду III.

## Биография
Отец Анны, сэр Томас Сент-Леджер, происходил из англо-ирландского рыцарского рода Сент-Леджеров. Задолго до 1472 года он стал любовником Анны Йоркской, сестры короля Англии Эдуарда IV, которая была женой Генри Холланда, 3-го герцога Эксетера, от которого у неё родилась единственная дочь Анна Холланд (около 1455 — до 1474), жена Томаса Грея, 1-го маркиза Дорсета. 
12 ноября 1472 года Анна Йоркская развелась с герцогом, после чего вышла замуж за своего любовника, Томаса Сент-Леджера. В этом браке родилась единственная дочь, Анна. Это произошло, вероятно, в 1475 или 1476 году. Анна Йорская умерла в 1476 году. Поскольку её дочь от первого брака умерла раньше, то благодаря соглашению 1467 года наследницей владений Холландов считалась Анна Сент-Леджер.
Анна была желанной наследницей, поэтому королева Елизавета Вудвилл, жена Эдуарда IV, была полна решимости обеспечить судьбу своих сыновей от первого брака. В результате в 1483 году актом парламента владения умершего в 1475 году герцога Эксетера были разделены между юной Анной, которая оказалась помолвлена с Томасом Греем, наследником старшего сына королевы, маркиза Дорсета, и Ричардом Греем, младшего сына Елизаветы. Хотя после казни в том же году отца за участие в восстании герцога Бекингема Анна была лишена наследства, но после восхождения на престол Генриха VII отцовские владения были ей возвращены.
В 1490 году Анна вышла замуж за Джорджа Меннерса, который позже унаследовал титул и владения барона де Рос. В этом браке она родила 11 детей (5 сыновей и 6 дочерей). В 1513 году она овдовела. Старший из её сыновей, Томас Меннерс, в 1525 году благодаря родству с королём Генрихом VIII получил титул графа Ратленда, а также ему было дозволено использовать на личном гербе символику Плантагенетов в знак происхождения от них.
Анна умерла 21 апреля 1526 года и была похоронена в часовне Святого Георгия в Виндзорском замке.

## Исследование останков Ричарда III
После того как в 2012 году были обнаружены предполагаемые останки Ричарда III, было проведено сравнение выделенной из них мтДНК с мтДНК канадца Майкла Ибсена и британки Венди Далдиг, которые по женской линии являются прямыми потомками Анны Йоркской (сестры Ричарда) через её дочь Анну Сент-Леджер. В результате генетических исследований обнаружилось полное совпадение мтДНК и, таким образом, было подтверждено, что найденные останки действительно принадлежат Ричарду III.

## Брак и дети
Муж: с 1490 Джордж Меннерс (до 1470 — 23 октября 1513), 11-й барон де Рос с 1508 года. В этом браке родилось 11 детей:
- Томас Меннерс (около 1497 — 20 сентября 1543), 12-й барон де Рос с 1513 года, 1-й граф Ратленд с 1525 года[8].
- сэр Оливер Меннерс[9].
- Энтони Меннерс[9].
- сэр Ричард Меннерс (умер в 1551)[9].
- Джон Меннерс[9].
- Энн Меннерс; муж: сэр Генри Капелл[англ.] (около 1505 — 1 февраля 1558), член парламента от Сомерсета в 1547 году[9];
- Элеонора Меннерс (умерла около 13 сентября 1547); муж: до 25 мая 1524 Джон Буршье (около 1499 — 10 февраля 1561), 2-й граф Бат и 12-й барон Фицуорин с 1539 года, барон Добене с 1548 года[9].
- Элизабет Меннерс; муж: до 1513 Томас Сэндис[англ.] (умер в 1560), 2-й барон Сэндис с 1540 года[9].
- Кэтрин Меннерс; муж: с около 1526 сэр Роберт Констебл[англ.] (до 1495 — 12 октября 1558)[9].
- Сесили Меннерс.
- Маргарет Меннерс; 1-й муж: сэр Генри Стренгвейс; 2-й муж: Роберт Хенидж[9].